# N’Douci
N'Douci – miasto w Wybrzeżu Kości Słoniowej, w dystrykcie Lagunes, w regionie Agnéby-Tiassa, w departamencie Tiassalé.